# Fargalt
Fargalt är ett nutida namn på en svensk uradlig ätt som hade ett vildsvin, eller fargalt, i sin vapensköld. 
Svinet i vapnets tinkturer anges i målad vapenbild i Tövsala kyrka som svart och gult, och anges av fornforskaren Johan Peringskiöld som en svart fargalt i fält av guld.
Ätten var från Södermanland och kom att tillhöra högfrälset. Ättens äldsta kända medlem är Ragvald Karlsson som 1334-1335 beseglar brev med sitt sigill. Att döma av sigill, patronymikon och hemort är väpnaren Nils Ragvaldsson hans son.
Nils Ragvaldsson hade egendom i Finspånga i Östergötland. Han nämns i källorna 1342–1349. Han är tydligen den Nils Ragvaldsson, som tillsammans med sina söner Ragvald och Anders bannlystes 1358 för övervåld mot en tjänare till prästen i Skällvik, Hammarkinds härad i Östergötland. Han hade också en tredje son som hette Magnus.
Anders Nilsson och Magnus Nilsson vet man inte särskilt mycket om. Anders nämns 1356 och möjligen 1370. Magnus nämns 1354 och 1360.
Ragvald Nilsson var född omkring 1328. Han var häradshövding i Oppunda härad i Södermanland 1355 och ännu 1356. Han fick "hjärnslag" 23 augusti 1374 och blev "skev i ansiktet och lam i halva kroppen". Genom tärningskast kom man till att man borde anropa den redan då såsom helig ansedda Birgitta Birgersdotter. Ragvald avlade pilgrimslöfte och förlamningen började ge efter. Han vallfärdade till Vadstena och blev där "helt frisk, rosig i ansiktet och med välfödd kropp". 
Senast 1354 gifte han sig med Ingegärd Karlsdotter. Hon var dotter till Karl Dansson (Stjärnbjälke) och Ingeborg Magnusdotter (Bjälboättens oäkta gren). 
Ragvald Nilsson hade en dotter och två söner, prebendaten i Strängnäs Karl Ragvaldsson (nämnes 1382–1401) och väpnaren Magnus Ragvaldsson (nämnes 1399–1419). Den sistnämnde ägde Hedensö och Gräfseboda (nuvarande Haneberg i Eskilstuna) och jord i Södermanland. Hans syster Ingeborg Ragvaldsdotter var gift med Magnus Elofsson (Tandlaätten). 
Till samma ätt hörde lagmannen och riksrådet Erik Ragvaldsson (1463–1494) son till Ragvald Magnusson (Fargalt) (1426–1469) och Katarina Svensdotter (Pik). 
Med riksrådet och lagmannen i Södermanlands lagsaga, Peder Ragvaldsson (Fargalt), omnämnd sista gången 1499, synes ätten ha utdött på manssidan. Han efterlämnade två döttrar vilka gifte sig med två bröder av ätten Kyle, Margareta Pedersdotter var gift med väpnaren Klas Kyle, och systern Karin Pedersdotter, var gift med sin systers svåger (bror till Klas Kyle) väpnaren och lagmannen på Öland Johan Kyle.

## Släktttavla
1. väpnaren Nils Ragvaldsson,
  1. Ragvald Nilsson var född omkring 1328. Han var häradshövding i Oppunda härad i Södermanland. Gift med Ingegärd Karlsdotter, dotter till Karl Dansson (Stjärnbjälke) och Ingeborg Magnusdotter (Bjälboättens oäkta gren).
    1. Karl Ragvaldsson (nämnes 1382–1401).
    2. Ingeborg Ragvaldsdotter, gift med Magnus Elofsson (Tandlaätten)
    3. väpnaren Magnus Ragvaldsson (nämnes 1399–1419). Gift med 
      1. Ragvald Magnusson (Fargalt) (1426–1469) gift med Katarina Svensdotter (Pik).
        1. Peder Ragvaldsson (Fargalt), omnämnd sista gången 1499, med honom tycks ätten ha utdött på manssidan.
          1. Margareta Pedersdotter var gift med väpnaren Klas Kyle.
          2. Karin Pedersdotter, gift med sin systers svåger väpnaren och lagmannen på Öland Johan Kyle (bror till Klas Kyle) .